# Efluvio telógeno
En medicina, se llama efluvio telógeno a uno de los tipos de alopecia (pérdida de cabello) más frecuentes después de la alopecia androgénica.
Se debe a una anomalía en el ciclo de crecimiento del cabello que da origen a una pérdida excesiva de pelos en la fase telógena. Es un proceso reversible que puede estar desencadenado por numerosas causas, entre ellas el estrés psicológico, parto, determinados fármacos, dietas hipocalóricas, intervenciones quirúrgicas, hipertiroidismo e hipotiroidismo. En general el proceso se resuelve tras el cese del factor causante y se produce la recuperación completa. En muchas ocasiones no existe una causa clara, en este caso el cuadro recibe el nombre de efluvio telógeno idiopático.

## Clasificación
Pueden distinguirse dos tipos:
- Efluvio telógeno agudo.[1]
- Efluvio telógeno crónico.

## Ciclo de crecimiento normal del pelo
El pelo humano presenta tres etapas en su desarrollo normal. La primera y más larga es la fase anágena o de crecimiento, que dura entre 2 y 6 años, durante la cual el pelo crece un centímetro al mes por término medio; le sigue la fase catágena o de reposo, que dura unos 20 días; y, por último, la fase telógena o de caída, período que dura alrededor de 3 meses. Por término medio, en un día se pierden alrededor de 70-101 cabellos, que en condiciones normales van siendo sustituidos por otros nuevos que genera el folículo piloso.
Cada cabello crece de un folículo piloso, y cada folículo piloso sigue su propio ciclo, que es independiente de los que están a su alrededor. Por ello, en un momento determinado, cada cabello se encuentra en una fase diferente de su ciclo de vida. En el cuero cabelludo de una persona sin alopecia existen entre 100 000 y 150 000 cabellos, de los que un 85 % están en fase anagén o período de crecimiento, un 1-2 % en catagén o fase de reposo y un 13-14 % en fase telogén o de caída.